# Wallace Lake Provincial Park
Wallace Lake Provincial Park är en park i Kanada.   Den ligger i provinsen Manitoba, i den sydöstra delen av landet, 1 600 km väster om huvudstaden Ottawa. Wallace Lake Provincial Park ligger 309 meter över havet. Den ligger vid sjöarna  East Winchester Lake Hamiltons Lake Linwood Lake Shelley Lake Wallace Lake och West Winchester Lake.
Terrängen runt Wallace Lake Provincial Park är mycket platt. Trakten runt Wallace Lake Provincial Park är nära nog obefolkad, med mindre än två invånare per kvadratkilometer.. 
I omgivningarna runt Wallace Lake Provincial Park växer i huvudsak blandskog.